# Väktarmon

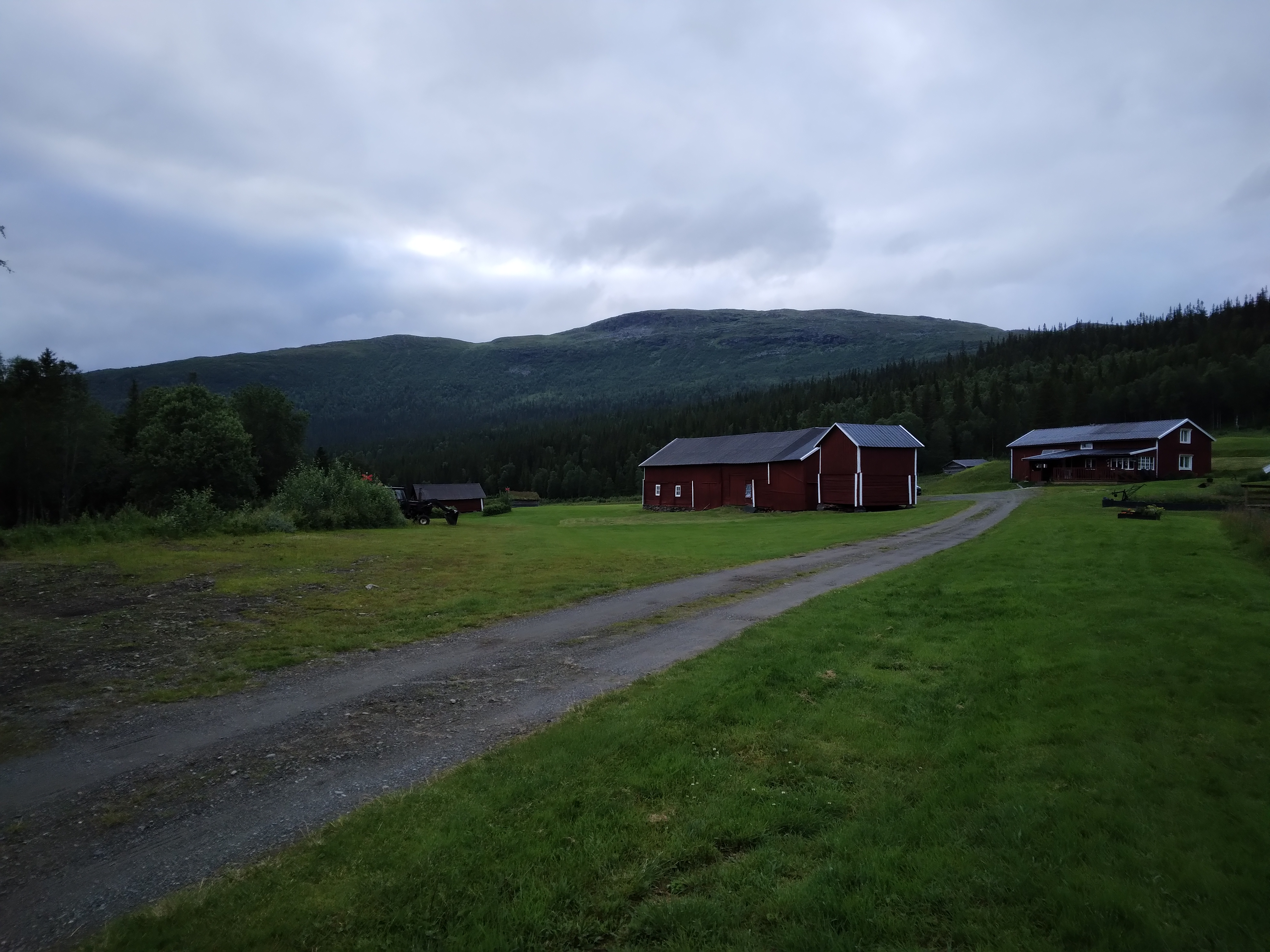
Väktarmon med Åarjel Snjaptja i bakgrunden

Väktarmon är en liten skogsglänta i Frostvikens socken, Strömsunds kommun, Jämtlands län. Den ligger i Väktardalen samt i utkanten av Väktardalens naturreservat, samt mellan fjällen Avardo, Norra Väktarklumpen och Gulliken. Väktarmon var även centrum för glimmerbrytningen i glimmergruvan vid Gulliken, vars fynd användes för den svenska elindustrin på 30- och 40-talet.